# Тхиен
Тхиен (вьет. Thiền, тьы-ном 禪, тхьен), полностью Тхьенна (вьет. Thiền-na, тьы-ном 禪那), образовано от «дхьяна» (санскр. ध्यान, IAST: dhyāna, «сосредоточение, созерцание») — буддийская школа во Вьетнаме, являющаяся преемником южной ветви китайского чань-буддизма. Во Вьетнаме история тхиен представляется в форме последовательного чередования следующих подшкол: школы Винитаручи, Во Нгон Тхонга, Тхао Дьюнга, Чук-лам, Нгуен Тхиеу и Лиеу Куана. Последние две школы часто рассматриваются в качестве единой школы Нгуен Тхиеу и Лиеу Куана, которую также называют школой Ламтэ (Линьцзи). Тхиен близок к чань-буддизму и рассматривает чаньскую традицию в виде гомоморфной (аналогичной по структуре) себе.

## История

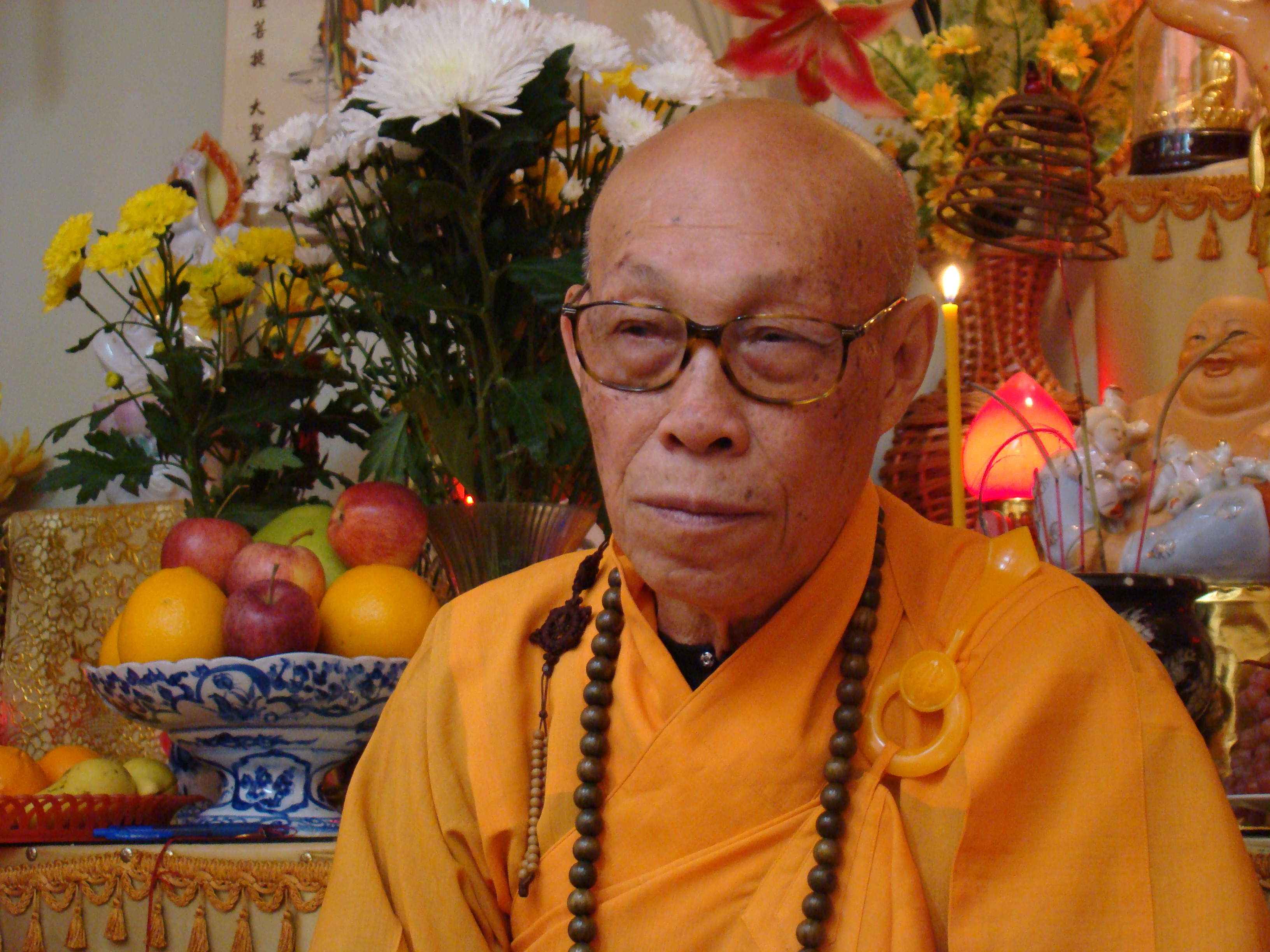
Преподобный Тхить Мин Там

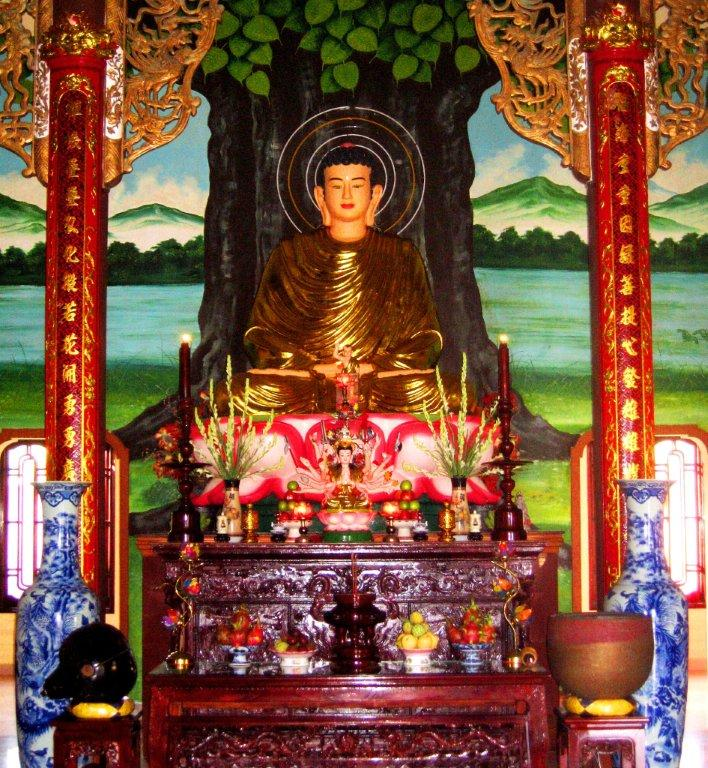
Алтарь

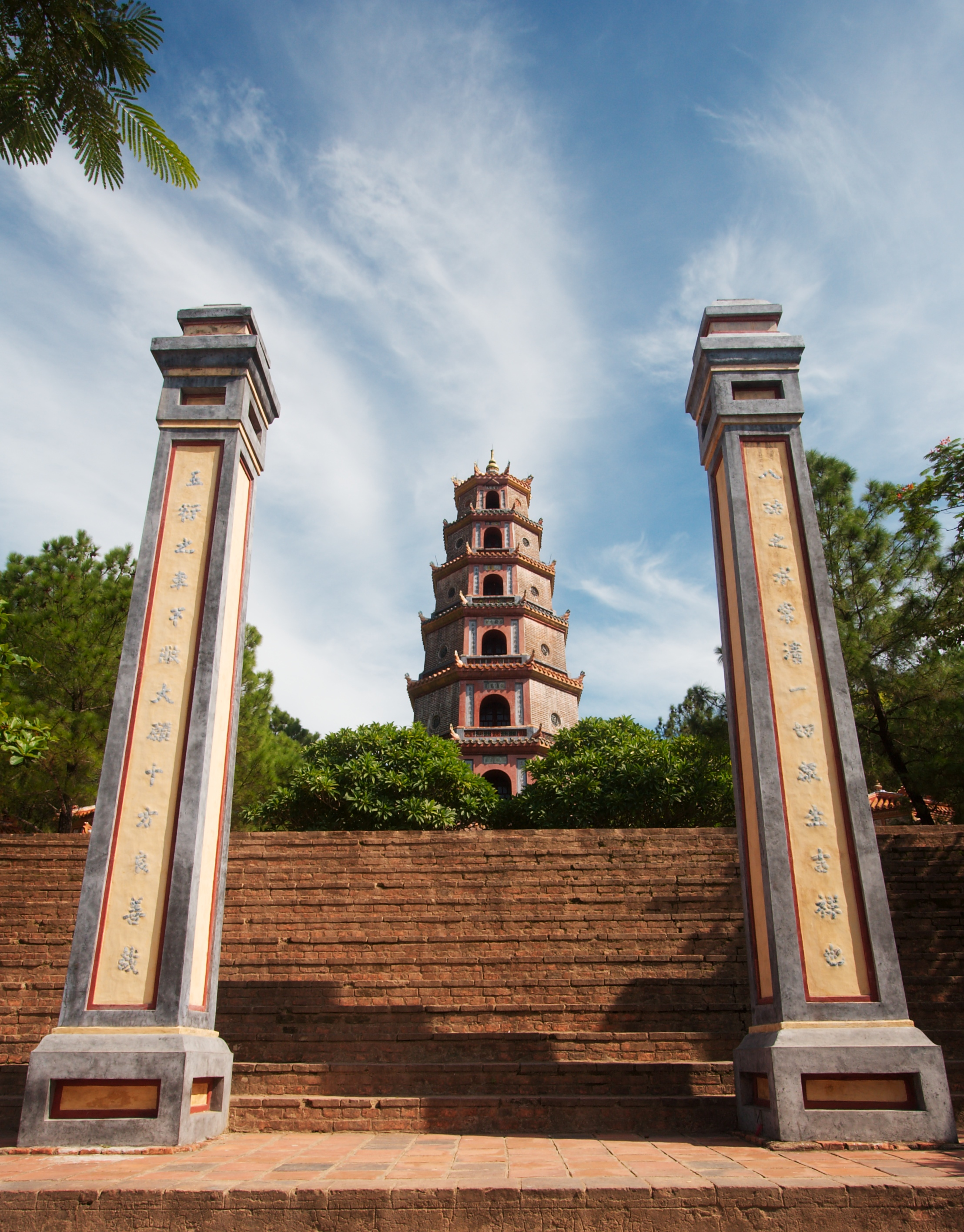
Hue, pagode Linh Mu

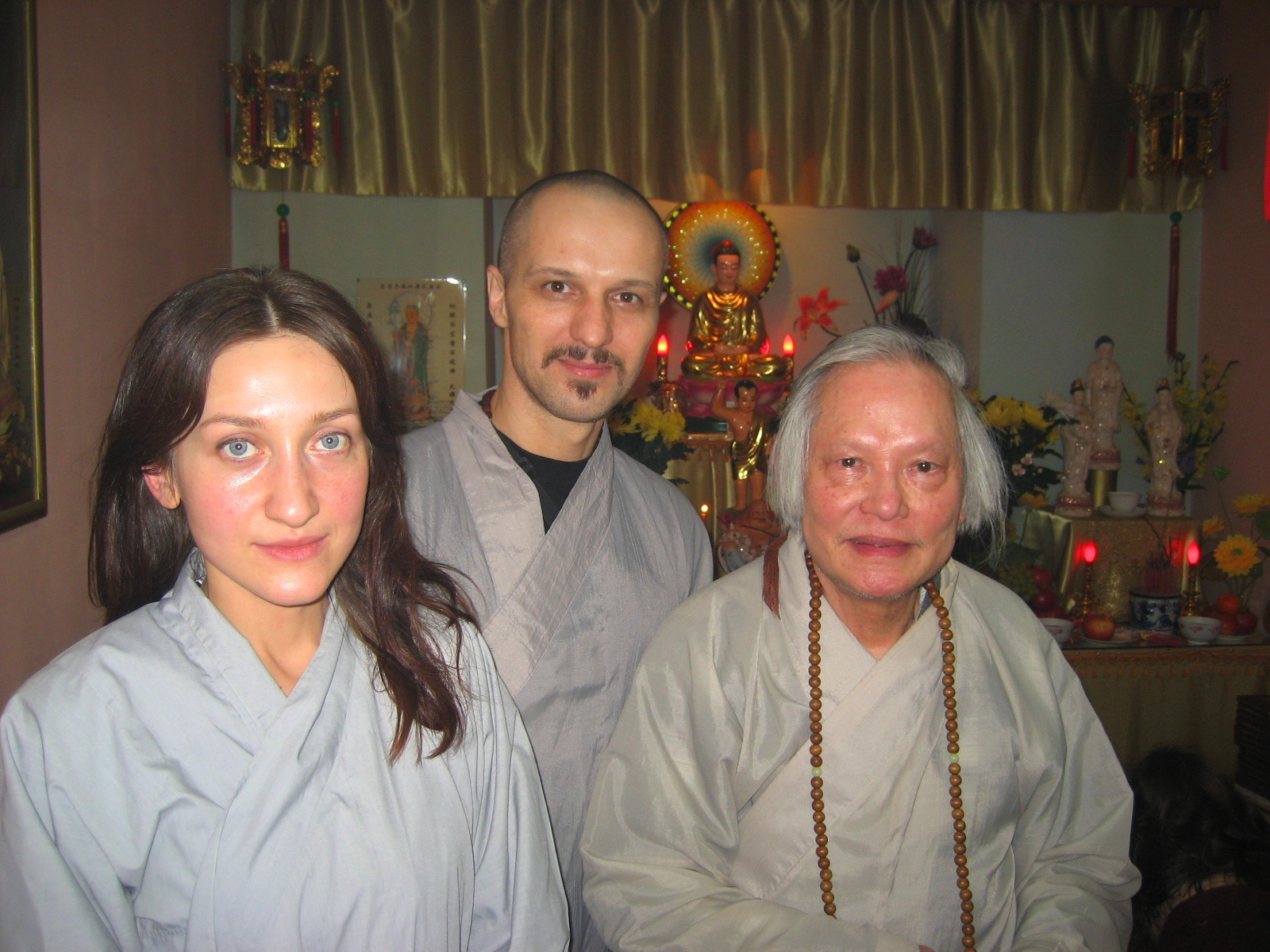
Тхиен в России

### Довьетнамский период
Начало традиции тхиен (дзэн) положил Будда Шакьямуни (V в. до н. э.) — основатель буддизма, который в одну из своих проповедей показал последователям цветок и улыбнулся. Ни один из учеников, не считая Махакашьяпы, не понял, что означает этот жест учителя. Махакашьяпа в ответ тоже показал цветок в своей руке и улыбнулся. В этот самый момент, согласно преданию, Махакашьяпа постиг просветление: это переживание Будда передал Махакашьяпе в прямой форме, без каких-либо поучений.
Традицию в Китай из Индии передал Бодхидхарма (440—528), который был также известен в Китае как Дамо, а во Вьетнаме как Бо Де Дат Ма (вьет. Bồ-đề-đạt-ma) — легендарный индийский монах, 28-й патриарх буддизма и 1-й патриарх чань. Прибыв в Китай, он начал проповедовать своё учение, а затем поселился в монастыре Шаолинь, расположенном на горе Суншань, где, как утверждает традиция, медитировал лицом к стене девять лет без какого-либо движения. Второй патриарх, Хуэйкэ, был учеником Бодхидхармы, а третий, Сэнцань, был учеником Хуэйкэ.

### Школы тхиен

#### Школа Винитаручи
В конце VI века, по данным вьетнамских буддистов, в стране возникает первая школа тхиен-буддизма. Её появление связывается с именем Винитаручи, ученика Сэн-цаня. Винитаручи пришёл во Вьетнам приблизительно в 580 году и остановился в провинции Хадонг в монастыре Фап-ван.
Школа Винитаручи по предположению буддолога Е. А. Торчинова была схожа с ранней чаньской традицией, а также с чань IX века. Число патриархов школы составляло 28 человек (от VI до XIII века). Школа испытала большое влияние со стороны последующих школ тхиен. В целом о школе известно крайне мало.
Одним из известных представителей школы был монах Ван Хань (умер в 1018 году), бывший советником династии Ле (980—1009) и оказавший большую помощь в становлении династии Ли, за что он был награждён должностью постоянного советника по внутренней и внешней политике.
Начиная с данного времени верхние слои вьетнамского общества стали сильно интересоваться буддийским учением. В литературе того времени часто описываются различные монахи-наставники правителя, выступающие в роли советников. Такие монахи имели специальный титул куок шы — «наставник государства». Данным наставником мог стать только буддийский монах. Наиболее важные решения обычно принимались монархом только после совета с тхиенши (наставником тхиен или «небесным наставником»), который становился личным наставником императора.

#### Школа Во Нгон Тхонга
Приблизительно в 820 году во Вьетнам из Китая пришёл монах Во Нгон Тхонг (Уянь-тун), бывший учеником известного учителя чань Хуай-хая. Традиция Во Нгон Тхонга являлась ответвлением южного чань того времени и по предположению Е. А. Торчинова была схожа со школой Гуйян. Школа существовала и развивалась до середины XIII века и включала в своей линии сорок патриархов.

#### Школа Тхао Дьюнга
Освободившись от влияния Китая, в 968 году Вьетнам стал империей и провозгласил своей верховной идеологией тхиен. Но тхиен-школы Винитаручи и Во Нгон Тхонга не соответствовали потребностям государства на достаточном уровне, поэтому император Ли Тхань-тонг (годы правления — 1054—1072) возвысил на государственный уровень обновлённую традицию учителя из Китая Тхао Дьюнга (Цао-тана), учившего тхиен-буддизму в Тямпе. Тхао Дьюнг по заданию императора помог откорректировать писания наставников чань, что стало одной из главных причин создания императором Ли Тхань-тонгом новой школы на основе его учения. При этом император назначил Тхао Дьюнга «наставником государства». В дальнейшем Тхао Дьюнг перебрался в монастырь Кхай-куок, который располагался в столице Вьетнама и получил название «Кхай-куок» или «Основание государства». В монастыре Тхао Дьюнг собрал вокруг себя многих учеников, а через некоторое время он передал свой патриаршеский титул императору.
Кроме Ли Тхань-тонга, патриархами школы были ещё два правителя: император Ли Ань-тонг (годы правления — 1138—1175) и император Ли Као-тонг (годы правления — 1176—1210). Другие правители династии Ли также всячески поддерживали школу. Школа включала в себя 18 патриархов в период с XI по начало XIII века.
Школа Тхао Дьюнга брала своё начало из чаньской школы Юньмэнь. Отличительной особенностью данного направления стало совмещение чаньской практики и практики амидаизма. Одной из причин сближения данных практик стало то, что две соответствующие школы рассматривали философию буддизма как нечто второстепенное, ставя на первое место «психотехнический опыт». Так в школе важное место занимала практика «памятования о Будде» (вьетн. ниемфат), суть которой состояла в медитативном повторении мантры Амитабхи Нам Мо А Зи Да Фат. Данные практики школы сделали буддийское учение доступным всем вьетнамским слоям и были одной из причин процветания школы. Другой причиной стало то, что школа реализовывала потребности государственной идеологии.

#### Школа Чук-лам
Школа Чук-лам (кит. чжулинь, «бамбуковый лес») была основана императором Чан Нян-тонгом (годы правления — 1258—1308), взявшим монашеское имя Чук-лам дай шы («Великий муж из бамбукового леса»). Большинство основных наставлений школы сформировал принц Хынг Ньионг (фамильное имя Куок Танг, почётный титул Туэ Чунг Тхыонг Ши).
Школа не имела своего аналога в Китае, что было связано со специфической вьетнамской направленностью школы. Учение Чук-лам всячески способствовало росту патриотизма и национального самоосознания в стране во время войны с Монголией. Данная школа окончательно сформировала и локализовала вьетнамскую традицию тхиен. Кроме буддийских идей, школа вобрала в себя много черт конфуцианства и часть идей даосизма.
Школа стала универсальной ввиду того, что сочетала в себе также автохтонные верования населения страны и культ национальных героев Вьетнама. Другой причиной стало то, что школа делала упор на мирскую деятельность, становившуюся одним из искусных средств на пути просветления. Школа включала в себя девять патриархов, два из которых правили страной, и учила своих последователей четыре поколения до упадка буддизма в XV—XVI веках и возрастания роли амидаистских и тантрических направлений.
Позднее школа вновь возродилась в северной части Вьетнама во многом благодаря учителю Хыонг Хаю (1627—1715). В XIX веке данная школа была представлена в монастыре Дай Зяк в северной провинции Бакнинь.

#### Школа Нгуен Тхиеу
Данная школа была основана в середине XVII века монахами с юга Китая традиции Линьцзи (Ламте), спасавшихся во Вьетнаме от маньчжурских воинов. Традиции и практика школы были схожи с традициями школы дзэн Обаку в Японии.
Основатель школы, Нгуен Тхиеу, родившись в провинции Гуандун на юге Китая, начал постигать чань в возрасте 19 лет при монастыре Баоэньсы, где был учеником Бэньцю Ко-юаня. Спасаясь от маньчжурских воинов, он пришёл во Вьетнам в 1665 году. Там Нгуен Тхиеу основал свою школу, а также построил монастырь Тхап тхап Зи да («Десять пагод будды Амитабхи») и два новых храма. После этого наставник ненадолго отправился в Китай за священными изображениями, текстами наставников и сутрами, откуда пришёл вместе с монахом Тхать Лием и его учениками. После активного периода деятельности Нгуен Тхиеу умер в 1712 году, оставив в виде прощальных слов следующую гатху:
Ни один образ не тревожит поверхность зеркала,
Ни одна пылинка не скрывает блеск алмаза,
Дхармы являются как не-дхармы,
Пустота покоя отнюдь не пуста.
Особенностью школы было то, что она имела синкретический характер учения в виде «чаньско-амидаистского синтеза». Главными её практиками стали практика сидячей медитации и практика гунъань, также было несколько других практик. Известными наставниками школы стали наставник Ты Зунг (Цзы-жун), руководивший монастырем Ангонг, и наставник Хыонг Хай, бывший ранее чиновником с конфуцианскими взглядами. Развитие школы не прерывалось, поэтому школа Нгуен Тхиеу продолжает существовать и в современности.

#### Школа Лиеу Куана
Нгуен Тхиеу является 69-м патриархом тхиен, начиная от Будды. Его последователем был Минь-Хоанг Ты-Зунг, основавший свой центр учения на горе Лонгшон. На этой горе и постигал тхиен основоположник своей школы Лиеу Куан (Тхиет Зи Лиеу Куан, ум. в 1743 году), трансформировавший направление Нгуен Тхиеу, тем самым дав толчок для дальнейшего развития буддизма во Вьетнаме.
Школа Лиеу Куана совмещала в себе традиции китайской школы Линьцзи с утвердившейся вьетнамской традицией тхиен и культурой Вьетнама. Отличием школы стало не новое учение, а обновление практики тхиен, в которую теперь были включены «традиционные для Вьетнама формы психотренинга».
Основатель школы Лиеу Куан родился в провинции Фуйен Центрального Вьетнама. В шесть лет он был передан отцом на обучение тхиен в монастырь Хайтан под наставничество монаха из Китая Те Виена (Цзи-юаня). После того, как наставник умер, Лиеу Куан перебрался в монастырь Бао Куок. В данном монастыре он получал наставления от Зяк Фонга (Цзюэ-фэна). В двадцать лет Лиеу Куан дал обеты бхикшу и окончательно постригся в монахи в монастыре Ты Лам. После трёх лет странствий он остановился в центре Минь-Хоанг Ты-Зунга на горе Лоншон, где новый наставник дал ему указания для созерцания коана «Мириады дхарм возвращаются к единому. А куда возвращается единое?», а позднее передал своему ученику «Печать сердца».
Лиеу Куан открыл монастырь Тхиен Тонг, где давал речи дхармы ученикам и принимал их обеты. Лиеу Куан умер в феврале 1743 года, получив после смерти от правителя Вьетнама титул «Осуществляющего Дао». Незадолго до смерти наставник оставил ученикам прощальную гатху:
Мое дело завершено, и я возвращаюсь домой,
Не надо спрашивать меня, куда я ухожу.
Прожив в мире более семидесяти лет,
Я знаю, что форма и пустота лишь дополняют друг друга.
Известными последователями данной школы были Фо Тинь (умер в 1816 году), Нят Диен (1783—1847) и Ан Тхиен, написавший текст «Происхождение учения о Дао-пути» и бывший также связанным со школой Чук-лам. Среди народа также был популярен монах Чунг Тинь, который вёл аскетический образ жизни и умер в результате самосожжения. Традиция самосожжения «во имя спасения живых существ» существует во Вьетнаме и в настоящее время. Так в 1963 году монах Тхить Куанг Дык сжёг себя на пересечении двух улиц Сайгона в знак протеста против притеснений буддистов режимом Нго Динь Зьема. Ряд других монахов также сожгли себя, выразив тем самым протест против участия США в войне во Вьетнаме.

### Современный тхиен
В 30-х годах XX века лидеры буддизма, желая привлечь внимание общества к буддизму и его священным текстам, формируют движение за возрождение буддизма.
В конце 60-х годов XX века возрождение реализуется на практике: строится большое количество пагод, а некоторая значительная часть молодёжи становится монахами (частично это было также связано с тем, что молодёжь не желала служить в армии, поддерживающей проамериканский режим). В 1979 году был сформирован Комитет за объединение буддизма. В результате данных и других действий среди приблизительно 60 миллионов вьетнамцев в настоящее время около трети населения являются последователями Махаяны. Из всех школ Махаяны в настоящее время в стране наиболее влиятельными наряду со школами Буддизма Чистой Земли считаются школы тхиен, в особенности школа Ламте (Линьцзи).
Одним из наиболее известных современных авторов традиции тхиен является дзэн-мастер Тхить Нят Хань (Тит Нат Хан), написавший более 100 книг.

#### Тхиен в России
С 1992 года в России существует Московский Дзен Центр линии Ламте, основанный Тхить Нят Ханем. Руководителем Дзэн-центра является учитель доктор философии Б. В. Орион. Центр посещают около 40 человек.

## Краткая суть учения тхиен
Бодхидхарма положил начало формированию четырёх принципов чань-буддизма, общих для всех произошедших от неё школ:
1. Особая передача вне Учения;
2. Не опираться на слова и тексты;
3. Прямое указание на сознание человека;
4. Созерцая свою природу, становиться буддой.

Бодхидхарма сводил все возможные пути освобождения к двум: пути разума и пути праведного поведения (вхождения в практику). На пути разума, согласно учению Бодхидхармы, необходима большая вера в неразрывность всех существ с природой Будды, не являющейся ни единством, ни множеством, и скрытой за внешними формами. На пути праведного поведения, согласно учению Бодхидхармы, необходимо отсутствие волнений ума. Путь вхождения в практику, согласно Бодхидхарме, включает в себя следующие методы:
1. Охотно принимать все горести и печали, не проявляя ненависти к тому, кто наносит тебе вред;
2. Следовать закону причинности и быть довольным своей судьбой, спокойно воспринимая счастье и несчастье, приобретение и утрату;
3. Избавиться от страстей и ни к чему не стремиться;
4. Быть в согласии с Дхармой (учением Будды).

Одним из основных понятий тхиен также является понятие «так приходящего» (Татхагаты) — того, кто приходит и уходит «просто так».

## Практика тхиен
В тхиен практикуется медитация, призванная открыть состояние «недвойственности» — особое состояние сознания, в котором человек не отделяет себя от окружающего мира. Основная медитация заключается в сидении в позиции дзадзэн, что включает в себя молчаливое, спокойное сидение без рвения и возбуждения. Тем самым тхиен стремится успокоить ум. В тихом сидении, традиционном для тхиен, нет цели, стремления что-то получить, специального усилия или воображения.
Практика тхиен, включающая в себя спокойное ритмичное дыхание, успокаивает тело и ум. С каждой очередной практикой человек, как утверждает традиция, всё глубже погружается внутрь себя, что может в дальнейшем привести к просветлению. Также в практике могут использоваться мантры и коаны. Кроме того, мастер может иногда применять удар палкой, неожиданный вопрос или крик.

### Монастырская практика
Монастырская практика во Вьетнаме в целом включала в себя изучение доктрины учения через сутры и изучение практической части через медитацию. Наиболее важными сутрами в школе тхиен были: Саддхарма Пундарика Сутра (Лотосовая сутра), Аватамсака-сутра, Шурангама сутра, Ланкаватара сутра, Махапаринирвана сутра и сутры Праджняпарамиты.
Сутры изучались на собраниях в зале дхармы, где также разъяснялись тхиенские (чаньские) принципы и практиковались мондо. В отличие от зала Будды, предназначенного для важных церемоний, в зале дхармы отсутствовали какие-либо статуи будд и священные картины. Тем самым поддерживалась атмосфера, способствующая более глубокому постижению учения. Но большее количество времени ученики посвящали монашескому залу, который также имел название «зала тхиен» или зала для медитаций. В этом зале монахи практиковали созерцание, а также принимали пищу и спали.
В качестве практики созерцания, имевшей место обычно ранним утром и поздним вечером, монахи созерцали как конг-аны (коаны) тхиен, так и важные элементы всего буддийского учения (например, Четыре Благородные Истины). Также практиковались и другие медитации, схожие с теми, которые использовали школы Сото и Риндзай.
Во время Ан-кы («мирное прерывание»), которое соответствовало периоду дождей с середины апреля до середины июля, все монахи пребывали в монастыре для созерцания и чтения текстов. В этот период в монастырь могли прибыть для практики тхиен и миряне.

## Прижизненная мумификация

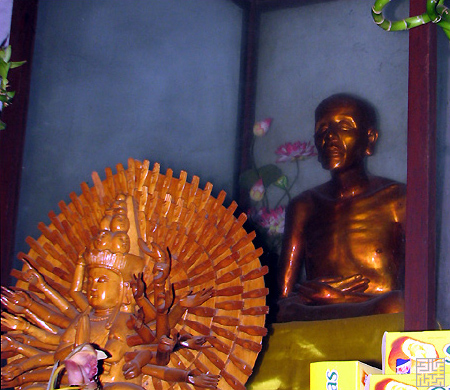
Мумия-статуя в храме Фат Тить (Chùa Phật Tích).

Во вьетнамской пагоде Дау (вьет. Chùa Đậu) школы тхиен была обнаружена мумия настоятеля Ву Кхак Миня (Vũ Khắc Minh), родившегося более трёхсот лет назад. К концу своих дней Минь погрузился в пост и тхиен-медитацию. После смерти тело настоятеля не разложилось и осталось нетленным — в школе тхиен это означает, что человек достиг уровня прямого постижения пустоты — великой реальности всех явлений, согласно буддийской философии.

## Поэзия тхиен
Многие из мастеров и монахов тхиен были поэтами. Тхиенши Бан Тинь (1100—1176) из кумирни Биньзыонг оставил после себя следующие строки:
Призрачная плоть рождается из пустоты и покоя.
Точно так, как в зеркале возникает отражение. 
Достаточно прозреть в отражении всеобщую пустоту, 
Как в призрачной плоти запечатлеется образ истины!
Другой тхиенши Дай Са (1120—1180) из монастыря Баодык в своих стихах высказался так:

Четыре змеи восприятия в одной корзине 
По сути своей иллюзорны. 
Пять груд ощущения, вздымающихся высокой горой, 
Так же не имеют истока.
Истинная природа волшебно прозрачна,
Она не знает преград.
Нирвана или круговорот жизни и смерти — 
Выбор лежит в твоем сердце!